# Brahmaea undulosa
Brahmaea undulosa är en fjärilsart som beskrevs av Otto Staudinger. Brahmaea undulosa ingår i släktet Brahmaea och familjen Brahmaeidae. Inga underarter finns listade i Catalogue of Life.